# Derrick Brooks
Derrick Dewan Brooks (Pensacola, 18 aprile 1973) è un ex giocatore di football americano statunitense che ha giocato nel ruolo di linebacker per tutta la carriera con i Tampa Bay Buccaneers della National Football League (NFL).
Attualmente è il co-proprietario e presidente dei Tampa Bay Storm della Arena Football League. Al college ha giocato a footballa alla Florida State University venendo premiato due volte come All-American. Fu scelto dai Buccaneers nel corso del primo giro (28º assoluto) del Draft NFL 1995. Convocato per 11 Pro Bowl ed inserito nella formazione ideale della stagione All-Pro nove volte, Brooks fu nominato Miglior difensore dell'anno della NFL nel 2002 e vinse un anello del Super Bowl coi Buccaneers nel Super Bowl XXXVII. Nel 2014 è stato inserito nella Pro Football Hall of Fame.

## Carriera professionistica

### Tampa Bay Buccaneers
Brooks fu scelto dai Tampa Bay Buccaneers nel corso del primo del Draft 1995. Nella sua stagione da rookie nel 1995, Brooks partì come titolare in 13 gare su 16. La sua stagione terminò con 78 tackles e un sack venendo inserito nella formazione ideale dei rookie da Pro Football Weekly e dalla Pro Football Writers Association. Nella sua seconda stagione, nel 1996, partì come titolare in tutte le 16 gare guidando la squadra con 132 tackle e il primo intercetto in carriera. Nel 1997, Brooks fu convocato per il suo primo Pro Bowl dopo aver messo a segno 144 tackle, 1,5 sack, e 2 intercetti in 16 gare. Nel 1998, Brooks fu nuovamente convocato per il Pro Bowl dopo una stagione da 156 tackle e un intercetto.
Nel 1999, Brooks fu ancora selezionato per il Pro Bowl e inserito nel First-Team All-Pro per la prima volta in carriera, dopo aver concluso l'annata con 153 tackle, 2 sack e 4 intercetti. Nel 2000, Brooks fu convocato per il quarto Pro Bowl consecutivo e ancora inserito nel First-Team All-Pro selection. Quell'anno mise a referto 140 tackle, un sack e segnato il suo primo touchdown in carriera dopo un intercetto da 34 yard sul quarterback dei Minnesota Vikings Daunte Culpepper.
La miglior stagione di Brooks fu quella del 2002. Quell'anno fu votato miglior difensore della NFL dall'Associated Press e aiutò i Buccaneers a vincere il primo Super Bowl della storia della franchigia. Fu anche convocato per il sesto Pro Bowl consecutivo e inserito nel First-Team All-Pro per la terza volta. In quella stagione totalizzò 117 tackle, un sack e segno su ritorni un record NFL, per un linebacker, di 5 touchdown (due da fumble e tre da intercetti). Nella vittoria dei Buccaneers 48-21 sugli Oakland Raiders nel Super Bowl XXXVII, Derrick ritornò un intercetto del quarterback dei Raiders Rich Gannon per 44 yard in touchdown. Egli divenne uno dei soli sei giocatori della storia della NFL ad essere convocati per il the Pro Bowl, essere nominati difensore dell'anno e vincere il Super Bowl. Gli altri sono Joe Greene, Jack Lambert, Lawrence Taylor, Reggie White e il suo compagno di squadra per nove anni, Warren Sapp.
Nel 2003, Brooks superò il record di franchigia di Lee Roy Selmon per il maggior numero di convocazioni consecutive per il Pro Bowl con sette. Nella decima convocazione consecutiva del giocatore, nel 2006, fu nominato MVP dopo aver ritornato un intercetto di Trent Green per 59 yard in touchdown assicurando la vittoria alla NFC. L'ultima stagione della carrier di Brooks fu quella del 2008, in cui fu convocato per l'undicesimo Pro Bowl consecutivo, il secondo primato di ogni tempo (alla pari) per un linebacker.
Il 25 febbraio 2009, i Buccaneers svincolarono Brooks. Dopo aver trascorso la stagione 2009 come free agent si ritirò ufficialmente l'11 agosto 2010.

## Palmarès

### Franchigia
- Super Bowl : 1

Tampa Bay Buccaneers: XXXVII
- National Football Conference Championship: 1

Tampa Bay Buccaneers: 2002

### Individuale
- Miglior difensore dell'anno della NFL: 1

2002
- Convocazioni al Pro Bowl: 11

1997, 1998, 1999, 2000, 2001, 2002, 2003, 2004, 2005, 2006, 2008
- First-team All-Pro: 6

1999, 2000, 2002, 2003, 2004, 2005
- Second-team All-Pro: 3

1997, 1998, 2001
- MVP del Pro Bowl: 1

2005
- PFWA All-Rookie Team - 1995
- Formazione ideale della NFL degli anni 2000
- Formazione ideale del 100º anniversario della NFL
- Classificato al #97 tra i migliori cento giocatori di tutti i tempi da NFL.com
- Pro Football Hall of Fame (classe del 2014)